# Syrrusis milloti
Syrrusis milloti là một loài bướm đêm trong họ Noctuidae.